# La busca (película)
La busca es una película española dirigida por Angelino Fons en 1966. Está basada en la novela homónima de Pío Baroja.

## Argumento
La acción se sitúa a finales del siglo XIX. Manuel (Jacques Perrin) es un joven que llega a Madrid procedente del pueblo. En un principio, se instala en una pensión donde trabaja su madre (Lola Gaos). Allí desempeñará pequeños trabajos. También conoce a Justa (Sara Lezana), una joven de la que se enamora.
Por una circunstancia, deja la pensión y pasa a trabajar con su tío y sus primos arreglando zapatos. También trabajará en una tahona. Con su primo Vidal (Daniel Martín) frecuentará las amistades de este, conociendo el mundo de la delincuencia y de la prostitución.

## Intérpretes
| - Jacques Perrin, como Manuel - Emma Penella, como Rosa - Sara Lezana, como Justa - Hugo Blanco, como "el Bizco" - Daniel Martín, como Vidal - Lola Gaos, como Petra - Coral Pellicer, como Milagros - Cándida Losada, como Leandra - María Bassó - María Elena Flores - Luis Marín, como Leandro - Fernando Sánchez Polack, como Tomás | - Paul Ellis (Manuel Granada) - Valentín Tornos - Rafael Alcántara, como Don Norberto - José Carabias, como Expósito - José María Prada, como hornero - María de la Riva, como Doña Casiana - Venancio Muro - Nélida Quiroga - Nicolás Dueñas - Antonio Iranzo - Francisco Camoiras - Miguel Armario |

## Producción, estreno y relativos.
Según declaró el propio autor en una entrevista realizada en 2004: 

Pío Baroja había vendido los derechos de La busca a una doctora, Flora Prieto, hacía ya bastantes años y había un guion escrito por ella. Ella nos lo dio a leer y no nos gustó nada. Entonces decidimos que había que reescribirlo y compramos, simplemente, los derechos de la novela, mencionando el nombre de Flora Prieto como coguionista. Después se incorporó como guionista Juan Cesarabea [...]. Me dieron el guion y un plazo de diez días para hacer los retoques necesarios y [...] para ponerlo a punto.
Angelino Fons

La película fue presentada el 1 de septiembre de 1966 en el Festival de Cine de Venecia. Al actor Jacques Perrin se le concedió la Copa Volpi, por su interpretación en esta película y en la película italiana del mismo año Un uomo a metà, dirigida por Vittorio De Seta.
En España se estrenó el 6 de noviembre de 1967.

## Premios
Medallas del Círculo de Escritores Cinematográficos
| Categoría      | Nominados     | Resultado |
| -------------- | ------------- | --------- |
| Mejor director | Angelino Fons | Ganador   |
| Mejor actriz   | Emma Penella  | Ganadora  |